# Tiro ai Giochi della VII Olimpiade - Tiro al piattello a squadre
La competizione del tiro al piattello a squadre  di tiro a volo ai Giochi della VII Olimpiade si tenne i giorni 22 e 23 luglio 1920 al Campo Militare di Hoogboom, Brasschaat.

## Risultati
Sei concorrenti per squadra, Distanza 15 metri, due colpi per bersaglio.
- 1 serie 10 bersagli
- 2 serie 10 bersagli
- 3 serie 15 bersagli
- 4 serie 15 bersagli
- 5 serie 20 bersagli
- 6 serie 20 bersagli
- 7 serie 10 bersagli

Dopo la quarta serie di bersagli solo le prime cinque squadre proseguivano nella gara.
| Pos.    | Nazioni       | Concorrenti                                                                                                   | Punti   | Punti   | Punti   | Punti   | Punti          | Punti   | Punti   | Punti   | Punti  |
| Pos.    | Nazioni       | Concorrenti                                                                                                   | 1 serie | 2 serie | 3 serie | 4 serie | Totale 4 serie | 5 serie | 6 serie | 7 serie | Totale |
| ------- | ------------- | --- | ------- | ------- | ------- | ------- | -------------- | ------- | ------- | ------- | ------ |
| Oro     | Stati Uniti   | Mark Arie Frank Troeh Horace Bonser Forest McNeir Frank Wright Jay Clark                                      | 57      | 58      | 79      | 81      | 275            | 113     | 110     | 49      | 547    |
| Argento | Belgio        | Albert Bosquet Joseph Cogels Émile Dupont Henri Quersin Louis Van Tilt Edouard Feisinger                      | 50      | 52      | 79      | 80      | 261            | 100     | 100     | 42      | 503    |
| Bronzo  | Svezia        | Erik Lundquist Per Kinde Fredric Landelius Alf Swahn Karl Richter Erik Sökjer-Petersén                        | 56      | 51      | 79      | 74      | 260            | 95      | 101     | 44      | 500    |
| 4       | Gran Bretagna | Harry Humby William Grosvenor William Ellicott George Whitaker Ernest Pocock Charles Palmer                   | 51      | 54      | 73      | 76      | 254            | 89      | 106     | 39      | 488    |
| 5       | Canada        | George Beattie Samuel Vance William Hamilton Robert Montgomery James Oliver William McLaren                   | 51      | 54      | 76      | 71      | 252            | 99      | 93      | 30      | 474    |
| 6       | Paesi Bassi   | Reindert de Favauge Cornelis van der Vliet Pieter Waller Emile Jurgens Franciscus Jurgens Eduardus van Voorst | 46      | 51      | 65      | 60      | 222            |         |         |         |        |
| 7       | Norvegia      | Oluf Wesmann-Kjær Johannes Nordahl-Lunde Harald Natvig Thorsten Johansen Hans Nordvik Ole Lilloe-Olsen        | 40      | 47      | 68      | 55      | 210            |         |         |         |        |
| 7       | Francia       | André Fleury Marcel Lafitte Henri de Castex Augustin Berjat René Texier Jan de Lareinty-Tholoza               | 44      | 46      | 65      | 55      | 210            |         |         |         |        |